# Pseudocoremia fascialata
Pseudocoremia fascialata là một loài bướm đêm trong họ Geometridae.